# Жолтіков Федір Іванович
Жолтіков Федір Іванович (нар. 20 квітня 1910 — пом. 20 січня 1968) — архівіст. Народився в селі Покровське на Катеринославщині в родині селянина. Закінчив Криворізький педагогічний інститут (1931). У 1932—33 роках служив у Червоній армії. У 1934—44 працював на різних посадах у системі народної освіти. 1945 року призначений начальником Ізмаїльського районного відділу Архівного відділення НКВС (од 1946 — МВС) УРСР, 1954 — директором філіалу Одеського державного обласного архіву в місті Ізмаїл. Був першим організатором архівної справи в Ізмаїльському районі.
Адміністративну діяльність поєднував з науковою роботою. Під його керівництвом підготовлено й видано путівник по філіалу, а також збірку «Боротьба трудящих українських придунайських земель за соціальне і національне визволення 1918—40».
Помер у місті Ізмаїл.